# Milliárdosok naptára

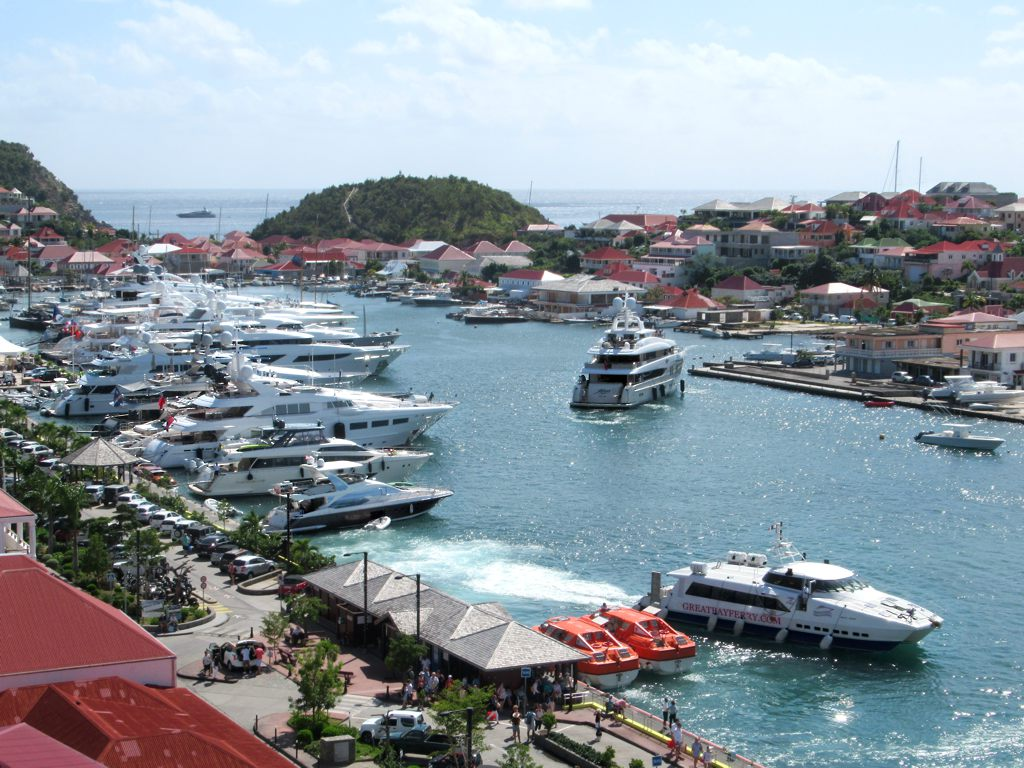
Az évet a világ leggazdagabb emberei gyakran a francia Saint-Barthélemy szigetén kezdik, egy újévi ünnepléssel

A milliárdosok naptára vagy milliárdosok társasági naptára alatt olyan évente megrendezett események értendőek, amin gyakran megjelennek a világ leggazdagabb emberei, főleg társasági vagy üzleti indokokból. Ugyan hivatalos naptár nem létezik, az alábbi listán szereplő események vannak leggyakrabban megemlítve. A leggazdagabbak számára ezek az események lehetőséget adnak, hogy saját köreiket bővítsék és üzleteket kössenek. Ezek az események leggyakrabban az Egyesült Államokban, az Egyesült Királyságban, Franciaországban és Svájcban kerülnek megrendezésre.
Ahogy egy ember egyre gazdagabb lesz, a vele azonos életstílust élő emberek száma csökken, így gyakori, hogy ugyanazokon az eseményeken megfordulnak a világ leggazdagabb személyei. A világon nagyjából 295 450 ember él, akinek vagyona meghaladja a 30 millió dollárt (az ultramagas vagyonú személy definíciójának alsó határa). A lakosság 0,0037%-át teszik ki, de a világ vagyonának nagyjából egy harmadát tulajdonolják.

## A naptár

### Január

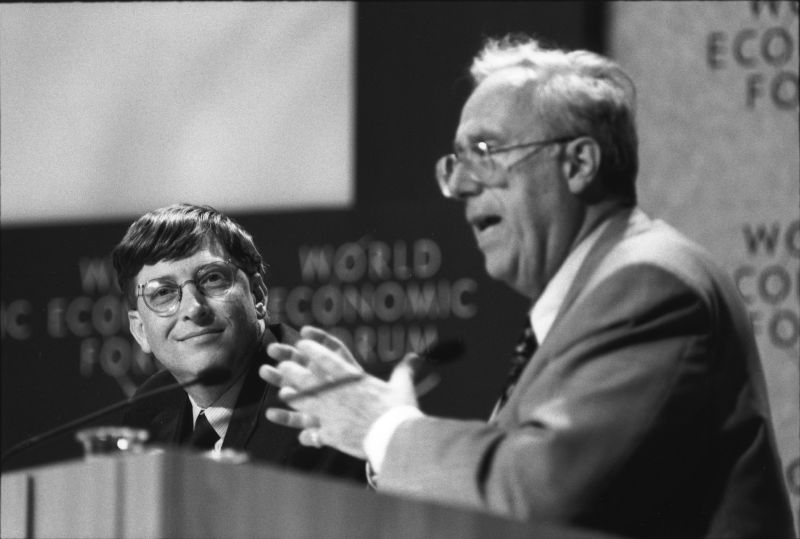
Bill Gates (balra), aki közel két évtizedig volt a világ leggazdagabb embere, az 1997-es davosi Világgazdasági Fórumon

- 1.:  Saint-Barthélemy szigetén az újév megünneplése[2]
- Világgazdasági Fórum

### Február
- Berlini Nemzetközi Filmfesztivál[4]
- Super Bowl, az Amerikai Egyesült Államok egyik városában
- A Bécsi Operabál
- Miami jachtbemutató

### Március
- A Dubai World Cup lóverseny
- Nemzetközi Ballett Fesztivál

### Április
- US Masters, golftorna a georgiai Augustában
- Szingapúri jachtbemutató

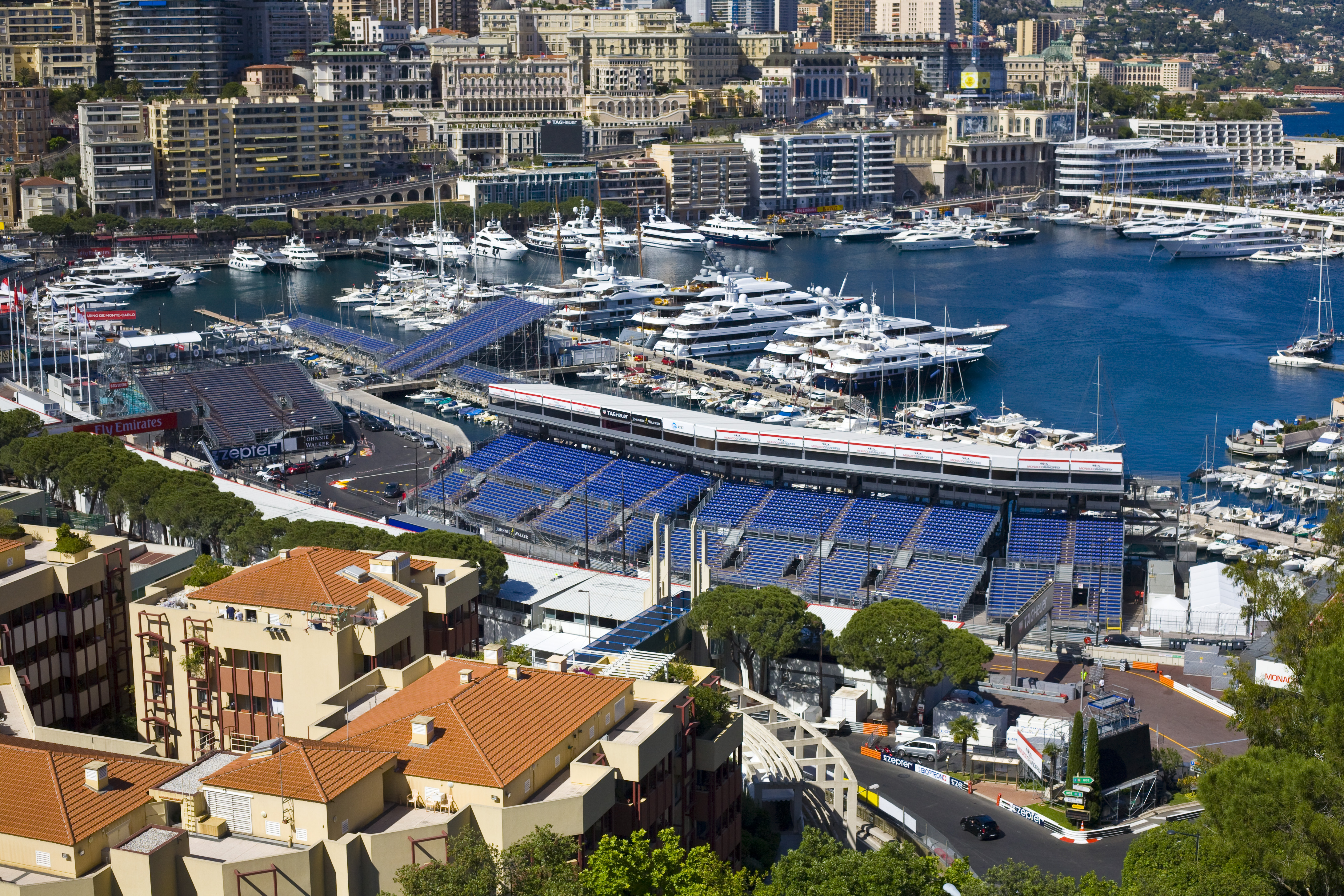
Monaco a 2016-os monacói nagydíj idején

### Május
- Cannes-i fesztivál
- Formula–1 monacói nagydíj
- Kentucky lóverseny

### Június
- Henley Royal Regatta evezőverseny
- Az adott évben a labdarúgó-Európa-, vagy világbajnokságok
- U.S. Open golfbajnokság

### Július
- Wimbledoni teniszbajnokság
- Bayreuthi Ünnepi Játékok
- Az Art Basel magáncég svájci művészeti vásárja

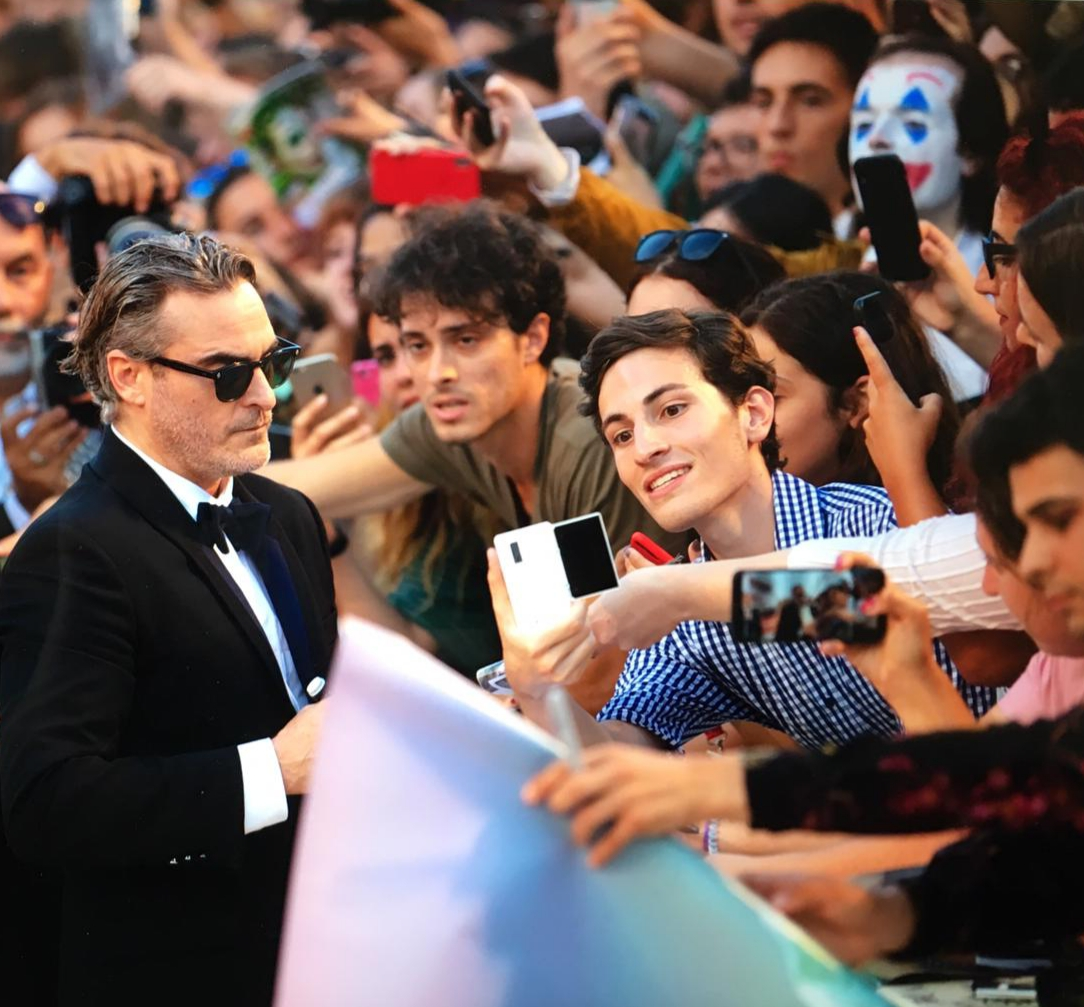
Joaquin Phoenix a 76. Velencei Nemzetközi Filmfesztiválon, kinek vagyona nagyjából 60 millió dollár

### Augusztus
- Velencei Nemzetközi Filmfesztivál
- PGA Championship
- Olimpiai játékok

### Szeptember
- Monacói jachtbemutató
- Clinton Global Initiative éves találkozója
- New York-i divathét
- Londoni divathét
- Milánói divathét
- Párizsi Divathét

### Október
- Frieze művészeti vásár

### November
- Melbourne Cup lóverseny
- Bal des Débutantes divatbemutató

### December
- Az Art Basel magáncég Miamiban megrendezett művészeti vásárja
- 31.:  Saint-Barthélemy szigetén az újév megünneplése